# Michelle Perry
Michelle Smilja Perry (Los Angeles, 1º maggio 1979) è un'ex ostacolista e multiplista statunitense, campionessa mondiale dei 100 metri ostacoli a Helsinki 2005 e Osaka 2007.

## Palmarès
| Anno | Manifestazione      | Sede          | Evento    | Risultato | Prestazione | Note |
| ---- | ------------------- | ------------- | --------- | --------- | ----------- | ---- |
| 2003 | Giochi panamericani | Santo Domingo | 100 m hs  | 4ª        | 12"80       |      |
| 2004 | Giochi olimpici     | Atene         | Eptathlon | 14ª       | 6 124 p.    |      |
| 2005 | Mondiali            | Helsinki      | 100 m hs  | Oro       | 12"66       |      |
| 2007 | Mondiali            | Osaka         | 100 m hs  | Oro       | 12"46       |      |
| 2009 | Mondiali            | Berlino       | 100 m hs  | Batteria  | 13"68       |      |

## Campionati nazionali
- 1 volta campionessa nazionale dei 100 metri ostacoli (2005)

2004
- Bronzo ai campionati statunitensi, eptathlon - 6 126 p.

2005
- Oro ai campionati statunitensi, 100 m hs - 12"66

2006
- Bronzo ai campionati statunitensi, 100 m hs - 12"67

2007
- Argento ai campionati statunitensi, 100 m hs - 12"72

## Altre competizioni internazionali
2005
- Oro alla World Athletics Final ( Monaco), 100 m hs - 12"54

2006
- Oro alla World Athletics Final ( Stoccarda), 100 m hs - 12"52

2007
- Oro alla World Athletics Final ( Stoccarda), 100 m hs - 12"68